# Álkis Panagiotídis
Álkis Panagiotídis (en grec moderne : Άλκης Παναγιωτίδης), né en 1948 à Thessalonique, est un acteur grec.

## Biographie
Après des études d'art dramatique en Grèce, en France et aux États-Unis, Álkis Panagiotídis fait une longue carrière au théâtre, au cinéma et à la télévision dans son pays natal. Au fil des années, il apparaît ainsi dans de nombreux films, parmi lesquels 1922 (1978), Tendre Gang (1982) ou Vivre dangereusement (1987).
À la télévision, il fait ses débuts en 1978-1979 avec la série Colonel Liapkin. Il joue ensuite dans de nombreuses séries télévisées, comme Sto Para Pente (2005) ou Peninta peninta (2005).